# Burgundy School of Business
Burgundy School of Business je evropská obchodní škola s kampusy (pobočkami) v Paříži, Lyonu a Dijonu. Škola byla založena v roce 1899.

## Popis
BSB je akreditovaná u třech mezinárodních organizací: EQUIS, CGE, a AACSB. Škola má přibližně 17000 absolventů. Mezi významné absolventy patří Stéphane Baschiera (ředitel společnosti Moët & Chandon) a Antoine Lesec (ředitel společnosti Being).
Studium na BSB, mezinárodní škole Grand Ecole pro výuku a výzkum, nabízí možnost využívat výjimečnou síť firem a podnikatelů.
Školné závisí na tom, zda studenti pocházejí z evropských nebo mimoevropských zemí, a pohybuje se od 8 200 do 29 000 eur ročně.

## Programy
BSB nabízí magisterský program v oboru managementu (Master in Management), několik specializovaných magisterských programů v oborech jako marketing, finance, média či personalistika (HR). Dále škola nabízí programy „Executive MBA”.

## Mezinárodní srovnání
V roce 2022 se program „Master in Management“ umístil na 62. místě v mezinárodním žebříčku deníku Financial Times.